# Toila (Dorf)
Koordinaten: 59° 25′ N, 27° 31′ O
Das Dorf Toila (estnisch Toila alevik) befindet sich im Kreis Ida-Viru (Ost-Wierland) im Nordosten Estlands und ist der Hauptort der gleichnamigen Landgemeinde (Toila vald).

## Beschreibung und Geschichte
Toila liegt etwa vierzig Kilometer von der Stadt Narva entfernt und hat 920 Einwohner (Stand 1. März 2012). Es liegt direkt am Finnischen Meerbusen und ist bei  Ausflüglern für seine Ostsee-Strände bekannt. Im Ort gibt es einen kleinen Jachthafen.
Toila wurde erstmals 1428 unter dem Namen Tulis erwähnt. Anfang des 17. Jahrhunderts wurde der Hof errichtet. 1765 wurde das Rittergut Toila erwähnt.

## Sommerfrische

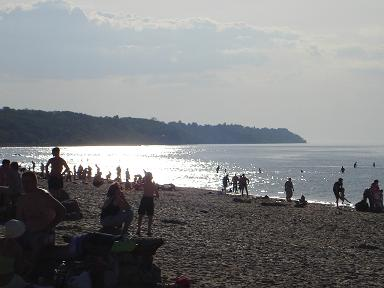
Badestrand von Toila

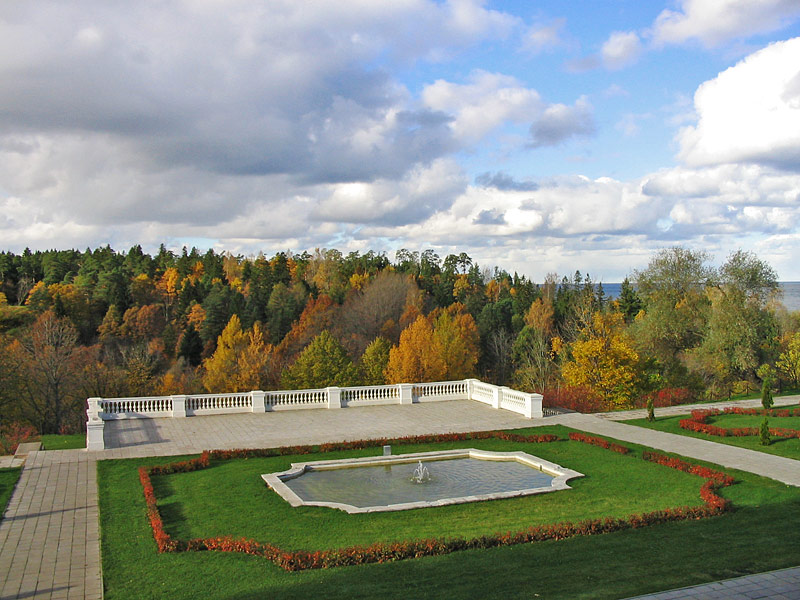
Blick in den Park des ehemaligen Schlosses von Oru

Ab der Mitte des 19. Jahrhunderts entwickelte sich das bis dahin verschlafene Toila zu einem beliebten Lufterholungsort. Zahlreiche russische, deutschbaltische und estnische Städter zogen hierher in die Sommerfrische.
Mit dem Bau der Eisenbahnstrecke zwischen der estnischen Hauptstadt Tallinn und der russischen Hauptstadt Sankt Petersburg nahm 1870 die touristische Entwicklung Toilas rasant zu. An der Ostseeküste und am Ufer des Flusses Pühajõgi entstanden zahlreiche Sommerhäuser.
Von 1897 bis 1899 ließ der Petersburger Geschäftsmann Grigor Jelissejew in Toila das Schloss Oru erbauen. Das gigantische Gebäude mit 57 Zimmern stand in einem großzügig angelegten Park mit einheimischen und exotischen Baumarten. Der luxuriöse Bau kostete fünf Millionen Rubel. Das Haus beherbergte eine wertvolle Kunstsammlung. 1935 erwarben estnische Großindustrielle das Anwesen und schenkten es dem estnischen Staatspräsidenten Konstantin Päts als Sommerresidenz. Das Schloss wurde 1941 während des Zweiten Weltkriegs vollständig zerstört. Der Park ist erhalten.
Nach dem Ersten Weltkrieg und der Unabhängigkeit der Republik Estland setzte sich die Entwicklung Toilas als Erholungsziel fort. Zu den zahlreichen Künstlern und Intellektuellen, die in Toila die Sommermonate verbrachten, gehörten Henrik Visnapuu, Friedebert Tuglas, Artur Adson, August Gailit, Betti Alver, Valmar Adams, Aleksis Rannit, Johann Köler und Paul Pinna. 1918 emigrierte der russische Dichter und Übersetzer Igor Sewerjanin (1887–1941) nach Toila.
Heute existiert in Toila ein großes Sanatorium, das nach der Wiedererlangung der estnischen Unabhängigkeit aufwendig restauriert und modernisiert wurde.
Neben Fischfang und Tourismus gab es seit 1911 auch eine der größten Molkereien Estlands vor dem Ersten Weltkrieg.

## Landtheater
Toila wurde auch bekannt als Ort des ersten estnischen Landtheaters. Es wurde 1881 von dem gesellschaftlich und kulturell aktiven Landwirt Abram Siimon (1844–1929) ins Leben gerufen. Als das Theater 1901 abbrannte, ließ der Mäzen ein neues Gebäude aus Stein errichten. An das Theaterleben in Toila erinnert heute ein Gedenkstein.

## Deutscher Soldatenfriedhof

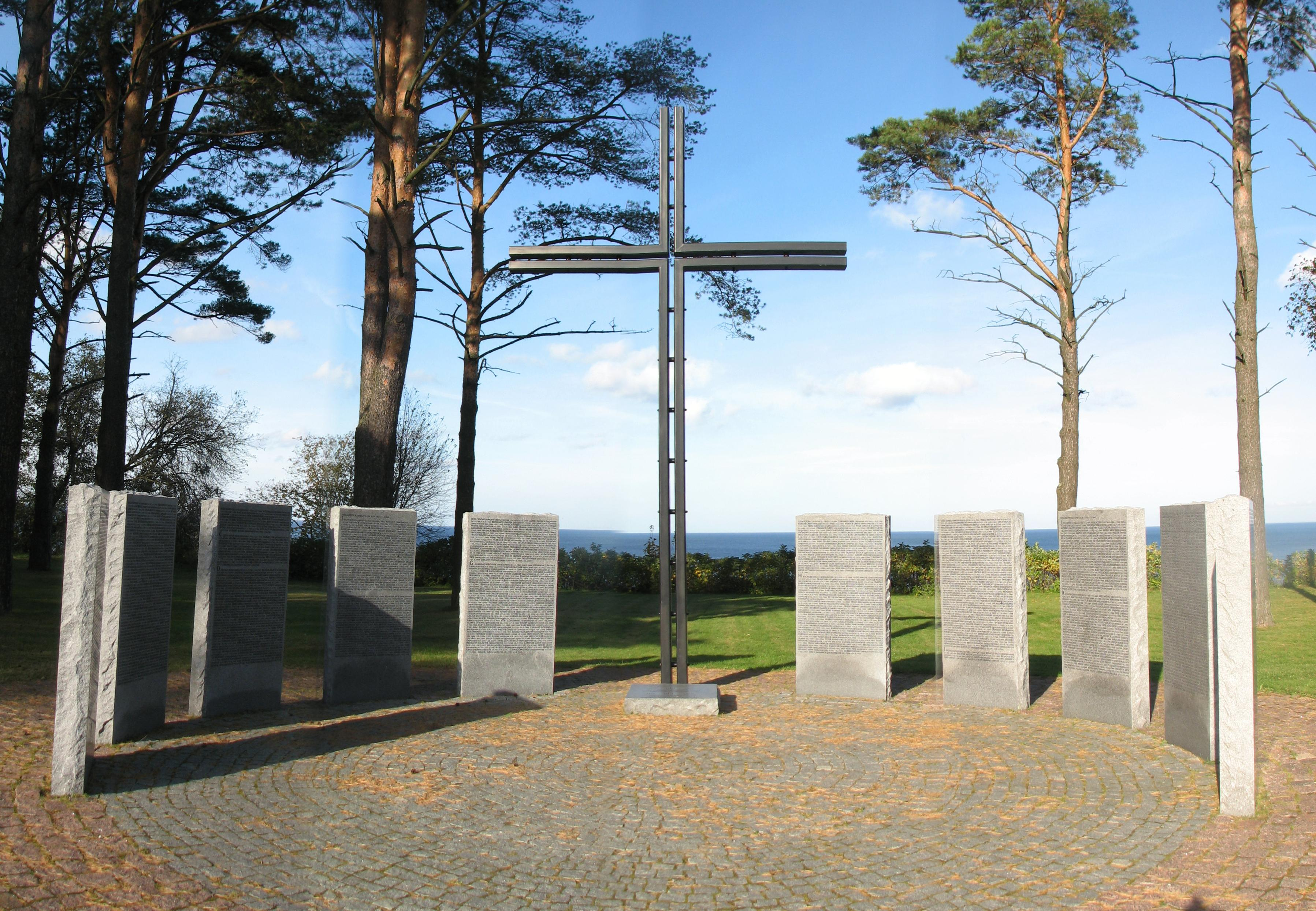
Deutscher Soldatenfriedhof Toila

Am 10. August 2002 wurde in unmittelbarer Nähe zum Ostsee-Klint der Deutsche Soldatenfriedhof von Toila eingeweiht. Vom Soldatenfriedhof aus eröffnet sich ein weiter Blick über den Finnischen Meerbusen. Die Kriegsgräberstätte steht unter der Obhut des Volksbunds Deutsche Kriegsgräberfürsorge e. V. Über 1.500 Deutsche und 600 estnische Gefallene des Zweiten Weltkriegs haben dort ihre letzte Ruhestätte gefunden.
Der Friedhof geht zurück auf den deutschen Soldatenfriedhof, der 1944 für 2.000 Gefallene der Narva-Front angelegt worden war. Nach dem Krieg wurden Teile des Friedhofes als Übungsgelände sowjetischer Grenztruppen benutzt. Der Weitläufigkeit des Geländes ist es zu verdanken, dass dabei nur ein kleiner Teil der Grablagen zerstört wurde.